# Eurydiopsis pseudohelsdingeni
Eurydiopsis pseudohelsdingeni är en tvåvingeart som beskrevs av Chen och Wang 2006. Eurydiopsis pseudohelsdingeni ingår i släktet Eurydiopsis och familjen Diopsidae. Inga underarter finns listade i Catalogue of Life.